# Tòa Nghị sự Quốc hội
Tòa Nghị sự Quốc hội (国会議事堂 Kokkai-gijidō, Quốc hội Nghị sự Đường) hay Tòa nhà Quốc hội Nhật Bản là nơi làm việc của quốc hội gồm Tham nghị viện (thượng viện) và Chúng nghị viện (hạ viện) của Nhật Bản. Tòa nhà này toạ lạc tại Nagatachō 1-chome 7-1, Chiyoda, Tokyo.

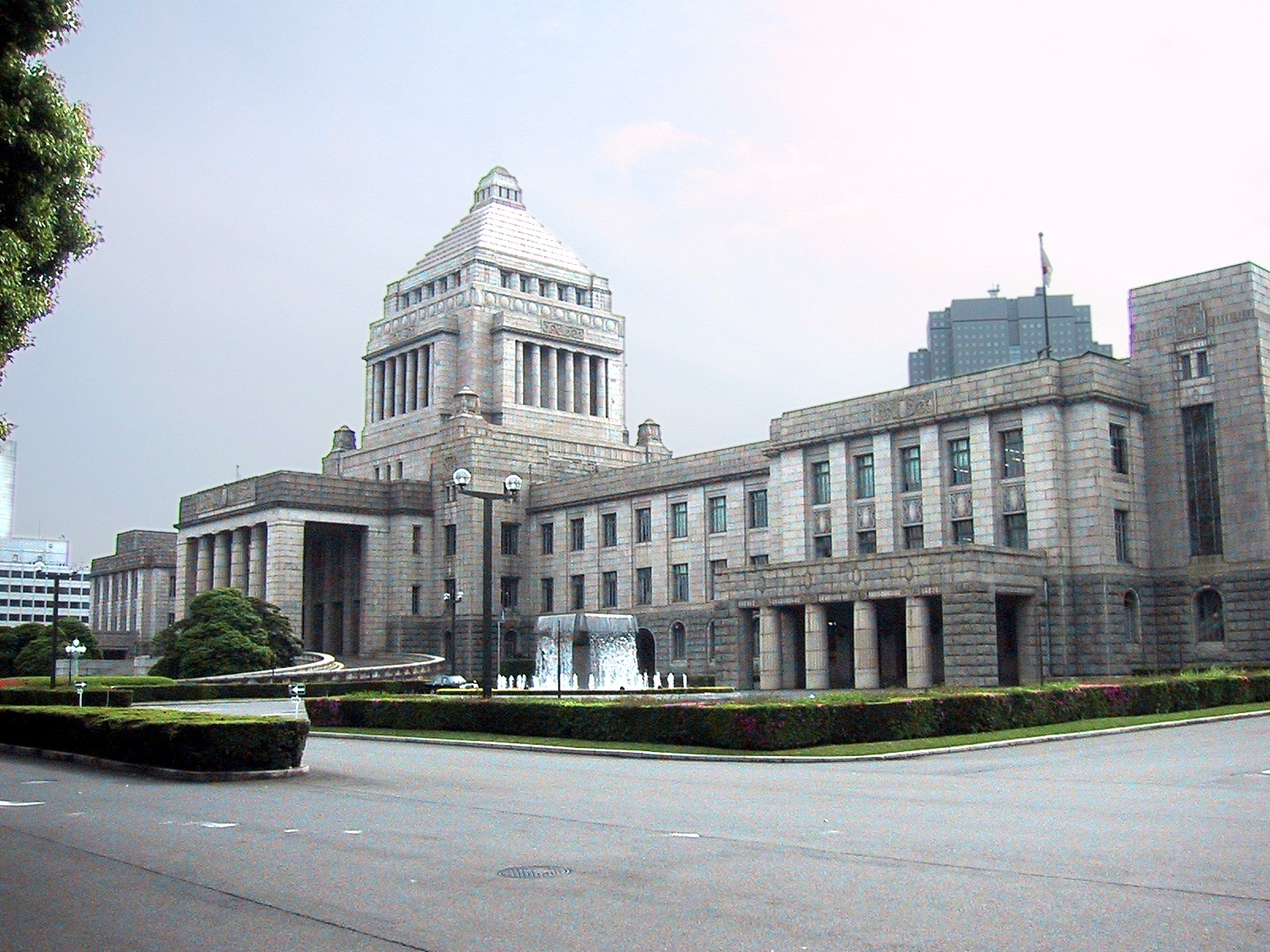
Tòa nhà Nghị sự nhìn từ mặt bên

Cánh bên trái của nhà Quốc hội là hội trường của Chúng nghị viện còn Tham nghị viện dùng cánh bên phải.
Tòa nhà Nghị sự Quốc phòng được hoàn thành vào năm 1936 và được xây dựng bằng vật liệu hoàn toàn của Nhật Bản, ngoại trừ kính màu, khóa cửa và hệ thống ống khí nén.